# Gammarus pecos
Gammarus pecos är en kräftdjursart som beskrevs av Cole och Edward Lloyd Bousfield 1970. Gammarus pecos ingår i släktet Gammarus och familjen Gammaridae. IUCN kategoriserar arten globalt som sårbar. Inga underarter finns listade i Catalogue of Life.